# Bogaje
Bogaje (cyr. Богаје) – wieś w Czarnogórze, w gminie Rožaje. W 2011 roku liczyła 214 mieszkańców.